# Klaus Clusius
Klaus Alfred Paul Clusius (eigentlich Klaus Paul Alfred Clusius; * 19. März 1903 in Breslau, Provinz Schlesien; † 28. Mai 1963 in Zürich) war ein deutscher Physikochemiker und Tieftemperaturphysiker.

## Leben
Klaus Clusius war der Sohn eines Arztes. Nach dem Abitur an einem Breslauer Humanistischen Gymnasium studierte er Physikalische Chemie an der Technischen Hochschule Breslau. Nach seiner unter Rudolf Suhrmann erfolgten spektroskopischen Diplomarbeit wurde er von 1926 bis 1929 Assistent von Arnold Eucken, der ihn 1928 mit einer Dissertation über die spezifische Wärme kondensierter Gase promovierte.
Mit zwei Auslandsstipendien 1929 und 1930, die ihm die Rockefeller-Stiftung gewährte, studierte er bei Cyril Norman Hinshelwood an der Universität Oxford und am Kamerlingh Onnes-Institut der Universität Leiden. 1930 folgte er seinem Lehrer Arnold Eucken an die Universität Göttingen und habilitierte dort im selben Jahr. Von 1934 bis 1936 war er außerordentlicher Professor für Physikalische Chemie an der Universität Würzburg. Nach der erzwungenen Emigration von Kasimir Fajans in die USA wurde Clusius 1936 vom Reichsministerium auf dessen frei gewordenen Lehrstuhl an die Universität München versetzt. 1942 hielt er auf der zweiten Tagung der Arbeitsgemeinschaft „Kernforschung“ des Uranprojekts des Reichsforschungsrates einen Vortrag über die Anreicherung von Uranisotopen und im Januar 1943 in der öffentlichen Sitzung der Bayerischen Akademie der Wissenschaften die Festrede „Rohstoff- und Energievorräte der Welt“.
Nach Kriegsende 1945 arbeitete Clusius am Wiederaufbau der Münchner Universität, wo er Direktor des Physikalisch-chemischen Instituts sowie Dekan war. Zusammen mit Walther Meißner begründete er 1946 die Kommission für Tieftemperaturforschung der Bayerischen Akademie der Wissenschaften.
1947 wurde er als ordentlicher Professor an die Universität Zürich berufen, wo ihm die Leitung des Physikalisch-chemischen Instituts übertragen wurde.
Clusius leistete grundlegende Untersuchungen zur Reaktionskinetik, insbesondere von chemischen Kettenreaktionen sowie zu Phasenumwandlungen von Stoffen und deren Eigenschaften bei Tiefen Temperaturen. Im Jahre 1938 entwickelte er zusammen mit Gerhard Dickel ein Verfahren zur Separation stabiler Isotope und deren Anreicherung mittels Thermodiffusion (Trennrohr nach Clusius und Dickel). In dieser Zeit arbeitete er auch zur Geschichte der Chemie und Physik und publizierte zahlreiche Artikel in wissenschaftlichen Zeitschriften.
1940 wurde Clusius als ordentliches Mitglied in die Bayerische Akademie der Wissenschaften gewählt, 1942 in die Leopoldina. Zudem war er Mitglied der Naturforschenden Gesellschaft in Zürich.
Für seine wissenschaftlichen Erfolge erhielt er mehrere Preise, u. a. 1958 den Marcel-Benoist-Preis und 1960 den Dechema-Preis; die Technische Hochschule Hannover verlieh ihm die Ehrendoktorwürde.

## Werke (Auswahl)
- Physikalische Chemie. Wiesbaden, Verlag Dieterich, 1948
- Flüssiger Wasserstoff. Zürich, Verlag Fretz, 1956
- Das Trennrohr. Zur Anreicherung der Isotope 79Br und 81Br. 1957